# برنارد موريتز كارل لودويغ ريدل
برنارد موريتز كارل لودويغ ريدل (بالألمانية: Bernhard Riedel)‏ (و. 1846 – 1916 م) هو جراح، وأستاذ جامعي ألماني، ولد في لآغه، كان عضوًا في الأكاديمية الألمانية للعلوم ليوبولدينا، توفي في ينا، عن عمر يناهز 70 عاماً.

## التعليم
تعلم في جامعة ينا، وتعلم في جامعة روستوك، وتعلم في جامعة غوتينغن
.